# 馬來亞民族解放陣線
马来亚民族解放阵线由一批抗英反殖，不满种族政治的群众自发性于1968年11月25日在马六甲的爱极乐成立，活躍於馬來西亞與泰國边境地区的深山密林和大汉山地区。當時，除了马来亚民族解放阵线以外，这类自发性成立的地下组织，还有基地建立在北马的“爱国主义阵线”、以雪兰莪州为主要活动基地的“马来亚独立同盟”，及在南马活动的“马来亚新民主主义青年同盟”等组织。其中，要数马来亚民族解放阵线的发展最为迅速:29。
马来亚民族解放阵线主要的发起人为蔡健樞、蔡忠龙等七人，全盛时期总共拥有1,600名成员，大多来自于马来亚人民党和马来亚劳工党的基层干部和党员，或是一些较具政治觉般的左翼與极左翼分子。即使马来亚共产党自1950年代北撤后，曾经一度和马来亚境内的地下组织失去联系。但个别地下组织仍有一定的能力去影响许多受华文教育的成員。1969年底，马来亚民族解放阵线重新與马共北馬局取得联系，獲接纳为马共地下组织，至1970年10月正式成为马共统一戰線的一份子:29—30。